# Périgny (Dolina Marny)

Położenie Périgny w ramach aglomeracji paryskiej

Périgny – miejscowość i gmina we Francji, w regionie Île-de-France, w departamencie Dolina Marny.
Według danych na rok 1999 gminę zamieszkiwało 2020 osób, a gęstość zaludnienia wynosiła 727 osób/km² (wśród 1287 gmin regionu Île-de-France Périgny plasuje się na 525. miejscu pod względem liczby ludności, natomiast pod względem powierzchni na miejscu 827.).